# Crazy Mountains
Crazy Mountains je horská skupina v Meagher County, Park County a Sweet Grass County na jihu Montany. Pohoří je součástí severních amerických Skalnatých hor. Nejvyšší horou je Crazy Peak (3 417 m).
Další čtyři vrcholy horské skupiny překračují výšku 3 000 metrů.
Z východní strany Crazy Mountains dramaticky vystupují z Velkých planin. Pohoří se rozkládá ze severozápadu na jihovýchod. Má délku okolo 50 kilometrů a šířku okolo 25 kilometrů. Severní strana pohoří je bohatší na srážky a vegetaci než jižní strana. V Crazy Mountains se nachází okolo 40 jezer.